# Mansfelder Seekreis
Der Mansfelder Seekreis war ein Landkreis, der in Preußen und der SBZ bzw. DDR zwischen 1816 und 1950 bestand. Er umfasste den südöstlichen Teil des Mansfelder Landes. Sein Name bezog sich in Abgrenzung zum benachbarten Mansfelder Gebirgskreis auf die im Kreis gelegenen Seen wie den Süßen See und den Salzigen See. Die Kreisstadt war Eisleben.

## Verwaltungsgeschichte

### 19. Jahrhundert
Im Rahmen der preußischen Verwaltungsreformen nach dem Wiener Kongress wurde zum 1. Oktober 1816 im Regierungsbezirk Merseburg in der Provinz Sachsen der Mansfelder Seekreis eingerichtet. Zu seinen Bestandteilen wurden
- der vormals kursächsische Mansfelder Kreis
- aus dem vormals kursächsischen Eisleber Kreis die Stadt Eisleben und das Dorf Wimmelburg
- aus dem vormals kursächsischen Amt Lauchstädt die Gemeinden Oberteutschenthal und Unterteutschenthal.[1]

Der Kreis bestand somit ganz aus 1815 an Preußen abgetretenen kursächsischen Gebietsteilen.
Seit dem 1. Juli 1867 gehörte der Kreis zum Norddeutschen Bund und ab dem 1. Januar 1871 zum Deutschen Reich. Zum 10. August 1876 wurde die sogenannte Hettstedt-Gerbstedter Stadtflur aus dem Mansfelder Seekreis in den Mansfelder Gebirgskreis umgegliedert.

### 20. Jahrhundert
Am 1. April 1908 schied die Stadt Eisleben aus dem Kreis aus und bildete einen eigenen Stadtkreis. Das Landratsamt blieb weiterhin in Eisleben. Zum 30. September 1928 fand im Mansfelder Seekreis entsprechend der Entwicklung im übrigen Freistaat Preußen eine Gebietsreform statt, bei der alle Gutsbezirke aufgelöst und benachbarten Landgemeinden zugeteilt wurden. Nach der Auflösung der Provinz Sachsen zum 1. Juli 1944 gehörte der Kreis zur neuen Provinz Halle-Merseburg, Regierungsbezirk Merseburg.
Im Frühjahr 1945 wurde das Kreisgebiet von der US-Armee besetzt. Ab dem Sommer gehörte es zur Sowjetischen Besatzungszone und ab 1949 zur DDR.
Im Jahr 1950 kam es in der DDR zu einer Gebietsreform, in deren Rahmen am 15. Juni 1950 der „Mansfelder Seekreis“ in „Landkreis Eisleben (Mansfeld)“ umbenannt wurde.
Der Landkreis wurde also nicht aufgelöst. Es gab folgende Veränderungen:
- Die Gemeinden Alberstedt, Dornstedt, Esperstedt, Hornburg und Schraplau wechselten in den Landkreis Querfurt.
- Die Gemeinden Beesenstedt, Bennstedt, Fienstedt, Höhnstedt, Kloschwitz, Langenbogen, Salzmünde, Schochwitz, Steuden, Teutschenthal, Wansleben am See, Zappendorf und Zaschwitz wechselten in den Saalkreis.
- Die Stadt Alsleben sowie die Gemeinde Belleben wechselten in den Landkreis Bernburg.
- Die übrigen Gemeinden des Mansfelder Seekreises wurden mit der bis dahin kreisfreien Stadt Eisleben sowie einem großen Teil des aufgelösten Mansfelder Gebirgskreises zu diesem Landkreis Eisleben (Mansfeld) mit Sitz in Eisleben zusammengefasst. Dieser Landkreis wurde 1952 in die neuen Kreise Eisleben und Hettstedt aufgeteilt, die 1994 zum Landkreis Mansfelder Land zusammengeschlossen wurden.

## Einwohnerentwicklung
| Jahr | Einwohner | Quelle |
| ---- | --------- | ------ |
| 1816 | 35.737    | [ 7 ]  |
| 1843 | 43.053    | [ 8 ]  |
| 1871 | 66.394    | [ 9 ]  |
| 1890 | 92.551    | [ 10 ] |
| 1900 | 100.333   | [ 10 ] |
|      |           |        |
| 1910 | 82.253    | [ 10 ] |
| 1925 | 82.187    | [ 10 ] |
| 1933 | 82.249    | [ 10 ] |
| 1939 | 78.984    | [ 10 ] |
| 1946 | 109.493   | [ 11 ] |

## Landräte
- 1816–1827: Wilhelm von Kerssenbrock (1771–1827)
- 1827–1871: Bernhard von Kerssenbrock (1800–1872)
- 1871–1876: Wilhelm von Wedel-Piesdorf (1837–1915)
- 1877–1915: Karl von Wedel-Piesdorf (1845–1917)
- 1916–1926: Friedrich von Mettenheim (1864–1932)
- 1926–1928: Wilhelm Fitzner (1891–1950)
- 1928–1933: Wilhelm Koch (1880–1954)
- 1933–1935: Ernst Dreykluft (* 1898)
- 1935–1940: Ernst Drewes (1903–1991)
- 1940–1945: Horst Hacker (* 1905)
- 1945–9999: Werner Eggerath (1900–1977)
- 1945–9999: Otto Gotsche (1900–1977)

## Kommunalverfassung
Der Mansfelder Seekreis gliederte sich in Städte, in Landgemeinden und – bis zu deren nahezu vollständigen Auflösung im Jahre 1928 – in Gutsbezirke. Mit Einführung des preußischen Gemeindeverfassungsgesetzes vom 15. Dezember 1933 gab es ab dem 1. Januar 1934 eine einheitliche Kommunalverfassung für alle preußischen Gemeinden. Mit Einführung der Deutschen Gemeindeordnung vom 30. Januar 1935 trat zum 1. April 1935 im Deutschen Reich eine einheitliche Kommunalverfassung in Kraft, wonach die bisherigen Landgemeinden nun als Gemeinden bezeichnet wurden. Diese waren in Amtsbezirken zusammengefasst. Eine neue Kreisverfassung wurde nicht mehr geschaffen; es galt weiterhin die Kreisordnung für die Provinzen Ost- und Westpreußen, Brandenburg, Pommern, Schlesien und Sachsen vom 19. März 1881.

## Wappen
| Wappen des Mansfelder Seekreises | Blasonierung: „Geviert; Feld 1: von Rot über Silber siebenmal geteilt, Feld 2: in Silber ein schräggekreuztes schwarzes Bergwerksgezähe, Feld 3: in Blau ein silberner linksgekehrt steigender Fisch, Feld 4: in Silber sechs (3:3) rote Rauten.“ |
| Wappen des Mansfelder Seekreises | Wappenbegründung: Mit den Feldern 1 und 4 lehnen sie sich an das Wappen der Grafschaft Mansfeld an und weisen mit der siebenmaligen Teilung von Rot über Silber (Herren von Querfurt) und den 6 roten Rauten in Silber (alte Grafen von Mansfeld) auf die ehemalige landesherrliche Zugehörigkeit der Region hin. Schlägel und Eisen symbolisieren den Kupferschieferbergbau als traditionellen Haupterwerbszweig der Region, während der Fisch in Blau den Gewässer- und damit Fischreichtum hervorhebt. Das Wappen wurde am 24. Juli 1935 vom Preußischen Staatsministerium genehmigt. |

## Städte und Gemeinden

### Stand 1945
Der Mansfelder Seekreis umfasste 1945 drei Städte und 89 weitere Gemeinden:
| - Adendorf - Alberstedt - Alsleben a. S., Stadt - Amsdorf - Aseleben - Asendorf - Augsdorf - Beesenstedt - Belleben - Benkendorf - Benndorf - Bennstedt - Bischofrode - Bösenburg - Brucke - Burgsdorf - Dederstedt - Dornstedt - Eisdorf - Elben - Elbitz - Erdeborn - Esperstedt | - Fienstedt - Freist - Friedeburg - Friedeburgerhütte - Gerbstedt, Stadt - Gnölbzig - Gödewitz - Gorsleben - Hedersleben - Heiligenthal - Helbra - Helfta - Höhnstedt - Hornburg - Hübitz - Ihlewitz - Kloschwitz - Köchstedt - Köllme - Krimpe - Langenbogen - Lochwitz - Lüttchendorf | - Müllerdorf - Naundorf - Neehausen - Nelben - Oberrißdorf - Oberröblingen - Oberteutschenthal - Oeste-Königswiek - Pfeiffhausen - Pfützthal - Piesdorf - Polleben - Quillschina - Räther - Reidewitz - Rollsdorf - Rottelsdorf - Rumpin - Salzmünde - Schochwitz - Schraplau, Stadt - Schwittersdorf - Seeburg | - Stedten - Steuden - Strenznaundorf - Thaldorf - Trebitz - Unterrißdorf - Unterröblingen - Unterteutschenthal - Volkmaritz - Volkstedt - Wansleben am See - Welfesholz - Wils - Wimmelburg - Wolferode - Wormsleben - Zabenstedt - Zabitz - Zappendorf - Zaschwitz - Zellewitz - Zickeritz - Zörnitz |

### Aufgelöste Gemeinden
- Oberesperstedt und Unteresperstedt, 1936 zur Gemeinde Esperstedt zusammengeschlossen
- Königswiek und Oeste, in den 1920er Jahren zur Gemeinde Oeste-Königswiek zusammengeschlossen[12]

### Namensänderungen
Folgende Namensänderungen ergaben sich in den 1930er Jahren:
- 1931 Helmsdorf-Heiligenthal → Heiligenthal
- 1937 Closchwitz → Kloschwitz
- 1937 Coellme → Koellme
- 1939 Koellme → Köllme